# 施托克拉赫湖
51°03′52″N 9°14′34″E / 51.06454°N 9.242764°E

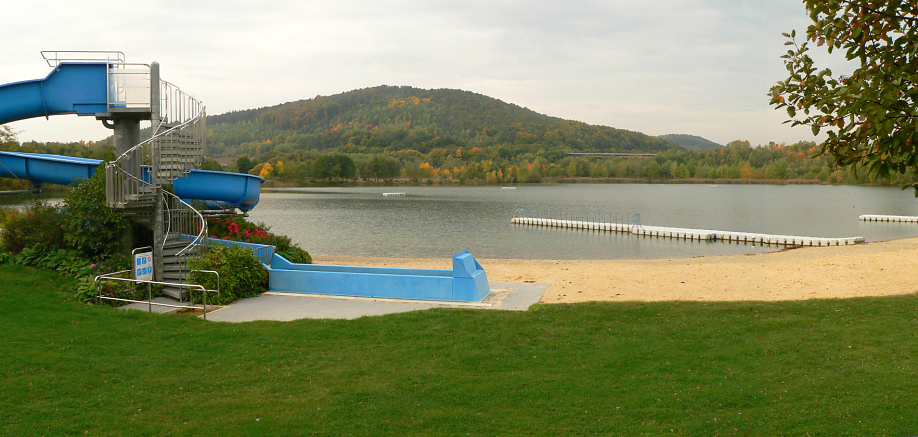

施托克拉赫湖（德語：Stockelache），是德國的人工湖泊，位於該國中部，由黑森州負責管轄，處於博爾肯，長0.3公里、寬0.3公里，面積0.1平方公里，海拔高度185米。